# هيب هوب بديل

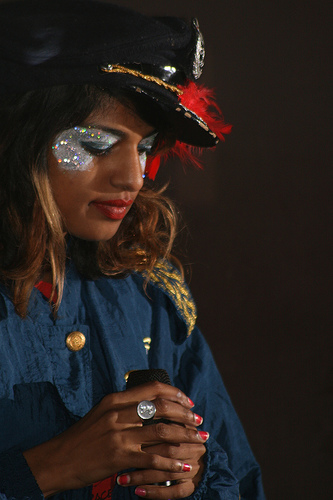

الهيب هوب البديل (بالإنجليزية: Alternative hip hop)‏ (معروف أيضا باسم الراب البديل) هو نوع فرعي من موسيقى الهيب هوب والذي يدور حول أصناف متنوعة من الراب والهيب هوب. الراب البديل يشير إلى مجموعات الهيب هوب التي ترفض أن ينطبق عليها أي من الصور النمطية التقليدية للراب، مثل غانغستا راب. هذا النوع بدأ في أواخر الثمانينات في الولايات المتحدة.